# فرماندهی ذخیره نیروی هوایی
فرماندهی ذخیره نیروی هوایی (انگلیسی: Air Force Reserve Command) یک فرماندهی اصلی در نیروی هوایی ایالات متحده آمریکا است که ستاد مرکزی آن در پایگاه نیرو هوایی رابینز، در ایالت جورجیا قرار دارد. این فرماندهی، جزء ذخیره هوایی فدرال نیروی هوایی ایالات متحده است، که از افسران درجه‌دار و خلبانان وظیفه تشکیل شده است. 
فرماندهی ذخیره نیروی هوایی و گارد ملی هوایی، با هم، عنصر نیروی هوایی از اجزای ذخیره نیروهای مسلح ایالات متحده آمریکا را تشکیل می‌دهند. این سازمان همچنین نقش اساسی در ماموریت روزانه نیروی هوایی ایفا می‌کند و صرفاً نیرویی نیست که برای جنگ احتمالی یا عملیات احتمالی در ذخیره نگه داشته شود. فرماندهی ذخیره نیروی هوایی همچنین از طریق بال ۳۱۰ فضایی، تا زمان ایجاد یک جزء ذخیره فضایی، از نیروی فضایی ایالات متحده آمریکا پشتیبانی می‌کند. فرماندهی ذخیره نیروی هوایی در سال ۱۹۴۸ تأسیس شد و هم‌اکنون دارای بیش از ۶۸ هزار نیرو و ۳۲۷ هواپیما می‌باشد.